# Clepsimacha
Clepsimacha är ett släkte av fjärilar. Clepsimacha ingår i familjen stävmalar.
Kladogram enligt Catalogue of Life:
| Clepsimacha | \| \| Clepsimacha eriocrossa \| \| \| \| \| \| Clepsimacha tubigera \| \| \| \| |
|             | \| \| Clepsimacha eriocrossa \| \| \| \| \| \| Clepsimacha tubigera \| \| \| \| |
|             | Clepsimacha eriocrossa                                                          |
|             |                                                                                 |
|             | Clepsimacha tubigera                                                            |
|             |                                                                                 |